# Episodi di The Secret Saturdays (seconda stagione)
La seconda stagione di The Secret Saturdays, composta da 10 episodi, è stata trasmessa sul canale statunitense Cartoon Network dal 7 novembre 2009 al 30 gennaio 2010.
| nº | Titolo originale              | Titolo italiano | Prima TV USA     | Prima TV Italia |
| -- | ----------------------------- | --------------- | ---------------- | --------------- |
| 1  | Kur: Part 1                   |                 | 7 novembre 2009  |                 |
| 2  | Kur: Part 2                   |                 | 14 novembre 2009 |                 |
| 3  | The Thousand Eyes of Ahuizotl |                 | 21 novembre 2009 |                 |
| 4  | Into the Mouth of Darkness    |                 | 5 dicembre 2009  |                 |
| 5  | The Legion of Garuda          |                 | 12 dicembre 2009 |                 |
| 6  | The Return of Tsul 'Kalu      |                 | 19 dicembre 2009 |                 |
| 7  | The Unblinking Eye            |                 | 26 dicembre 2009 |                 |
| 8  | Life in the Underground       |                 | 9 gennaio 2010   |                 |
| 9  | And Your Enemies Closer       |                 | 23 gennaio 2010  |                 |
| 10 | War of the Cryptids           |                 | 30 gennaio 2010  |                 |